# レアル (通貨)
レアル（real）は、スペイン語圏・ポルトガル語圏の通貨。現行通貨はブラジルレアルのみだが、かつては多くの国で使われていた。
スペイン語とポルトガル語を日本語仮名では「レアル」と音写するが、ポルトガル語の発音はポルトガルで /ˈʁjaɫ/ 「リアル」、ブラジルで /he.ˈaw/ 「ヘアウ」であり、複数形はスペイン語で reales 「レアレス」、ポルトガル語で réis 「レイス」、1994年デノミ以降のブラジル新レアルは reais 「レアイス」である。
一般名称としては両言語で「王（の）」を意味する語で、英語の royal 「ロイヤル」と同根である。

## 各国のレアル

### スペイン

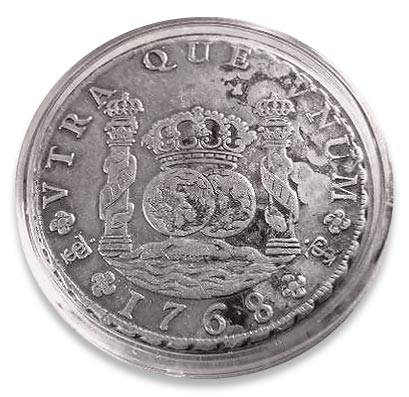
スペインの8レアル銀貨

14世紀半ばペドロ1世が初めて、1レアル銀貨を3マラベディとして発行し、以後のレアル銀貨は価値が一定しなかったが、1497年に34ないし32マラベディの価値を 1ビロン貨に固定した。
8レアル銀貨はドルもしくはペソと呼ばれた。
1566年に、16レアル相当通貨としてエスクード金貨が発行された。
1850年に、通貨十進化にともない、レアルが通貨名称として採用された。
1864年に「1レアル = 10エスクード」でレアルがエスクードに、1868年に「0.4エスクード（=4レアル）= 1ペセタ」でエスクードがペセタにデノミネーションされた。ユーロ換算は「665.544レアル = 1ユーロ」である。

### ポルトガル
1380年ごろのフェルナンド1世の時代に、120ディニェイロの価値を持つ銀貨として発行された。
1854年に、「1000レアル=金1.62585g」とする金本位制が制定されて1891年まで続いた。このころから「1000レアル」を略した mil-réis 「ミルレイス」という呼び方が広まり、1000レアルを 1$000 「1ミルレイス」と記すなどレアルはミルレイスの補助通貨のように扱われることもあった。
1911年に「1000レアル = 1エスクード」でデノミネーションされた。ユーロ換算は「20万0482レアル = 1ユーロ」である。

### 旧スペイン領中南米諸国
中南米のスペイン植民地で使われていたスペイン植民地レアルが、植民地独立後も各国の通貨として使われた。
| 国               | 通貨                     | 終了   |
| ---------------- | ------------------------ | ------ |
| サント・ドミンゴ | サント・ドミンゴ・レアル | 1822年 |
| コロンビア       | コロンビア・レアル       | 1837年 |
| 中央アメリカ     | 中央アメリカ・レアル     | 1838年 |
| ベネズエラ       | ベネズエラ・レアル       | 1843年 |
| パラグアイ       | パラグアイ・レアル       | 1856年 |
| ホンデュラス     | ホンデュラス・レアル     | 1862年 |
| エクアドル       | エクアドル・レアル       | 1871年 |
| アルゼンチン     | アルゼンチン・レアル     | 1881年 |
| メキシコ         | メキシコ・レアル         | 1897年 |

スペイン本国同様に「1レアル = 1/16エスクード = 1/8ペソ」だが、例外的にベネズエラでは十進化されて「1レアル = 1/10ペソ = 1/10ベネゾラノ」であった。

### ブラジル
まだブラジルがポルトガル植民地だった1790年に、ブラジル・レアルが初めて導入され、1822年の独立後もそのまま使われ続けた。
1942年に「1000レアル = 1ミルレイス = 1クルゼイロ」でレアルがクルゼイロにデノミネーションされ、その後もハイパーインフレに伴いデノミネーションが繰り返された。
1994年に「2750クルゼイロレアル = 1レアル」でクルゼイロがデノミネーションされて52年ぶりにレアルが通貨となった。1942年以前の旧レアルとの換算レートは「275京旧レアル = 1新レアル」となる。

## レアルに由来する通貨

### リアル
「レアル」はアラブ世界に伝わり「リアル（リヤル）」となった。現在もいくつかのアラブ国家やイランなどで使われている。

### レアール
オランダ領のキュラソー島では、1793年から1827年まで、スペイン・レアルに由来するキュラソー・レアール (reaal) が使われていた。